# إيفان هوارد
إيفان هوارد (بالإنجليزية: Ivan Howard)‏ هو لاعب كرة قاعدة أمريكي، ولد في 12 أكتوبر 1882 في كيني في الولايات المتحدة، وتوفي في 30 مارس 1967 في ميدفورد في الولايات المتحدة.

## وصلات خارجية
- إيفان هوارد على موقعبيزبول رفرنس.كوم (الدوري الرئيسي) (الإنجليزية)
- إيفان هوارد على موقعبيزبول رفرنس.كوم (الدوري الثانوي) (الإنجليزية)